# Streitkräfte Costa Ricas
Seit 1949 gibt es keine Streitkräfte Costa Ricas mehr. Die Fuerza Pública de la República de Costa Rica (Polizei) kann aber für Verteidigungsaufgaben herangezogen werden.

## Abschaffung des Militärs
Die Verfassung verbietet seit 8. Mai 1949 ein stehendes Militär in Friedenszeiten. Die Fuerza Pública (Polizei) kann für Verteidigung herangezogen werden; 1949 bis 1996 existierte die Guardia Civil de Costa Rica, eine paramilitärische Polizeitruppe. Heute sind umfangreiche US-Truppen im Land (Drogenkrieg). Die Dauernde Neutralität des Landes wurde 1983 erklärt.

### Aufstellung paramilitärischer Strukturen
1996 wurde in Folge des Drogenkrieges vom Ministerium für öffentliche Sicherheit die  Aufstellung der  Fuerza Pública  verkündet. Diese paramilitärischen  Verbände sind insbesondere im Grenzgebiet zu Panama und Nicaragua aktiv.
Hierbei werden Razzien gegen Drogenschmuggel und Kriminelle durchgeführt. In dem Jahr 2016 gab es massive Razzien und Scharmützel mit kriminellen Organisationen. Hierbei erfolgt Ausbildung und Ausrüstung durch die USA.
2023 erhielte die Fuerza Pública eine Sicherheitshilfe in Höhe von 13,7 Millionen Dollar. Hierbei sollen die Fähigkeiten der Fuerza Pública zur Nachtkampffähigkeit und bei der Drogenbekämpfung substanzial erhöht werden.